# Smoothie

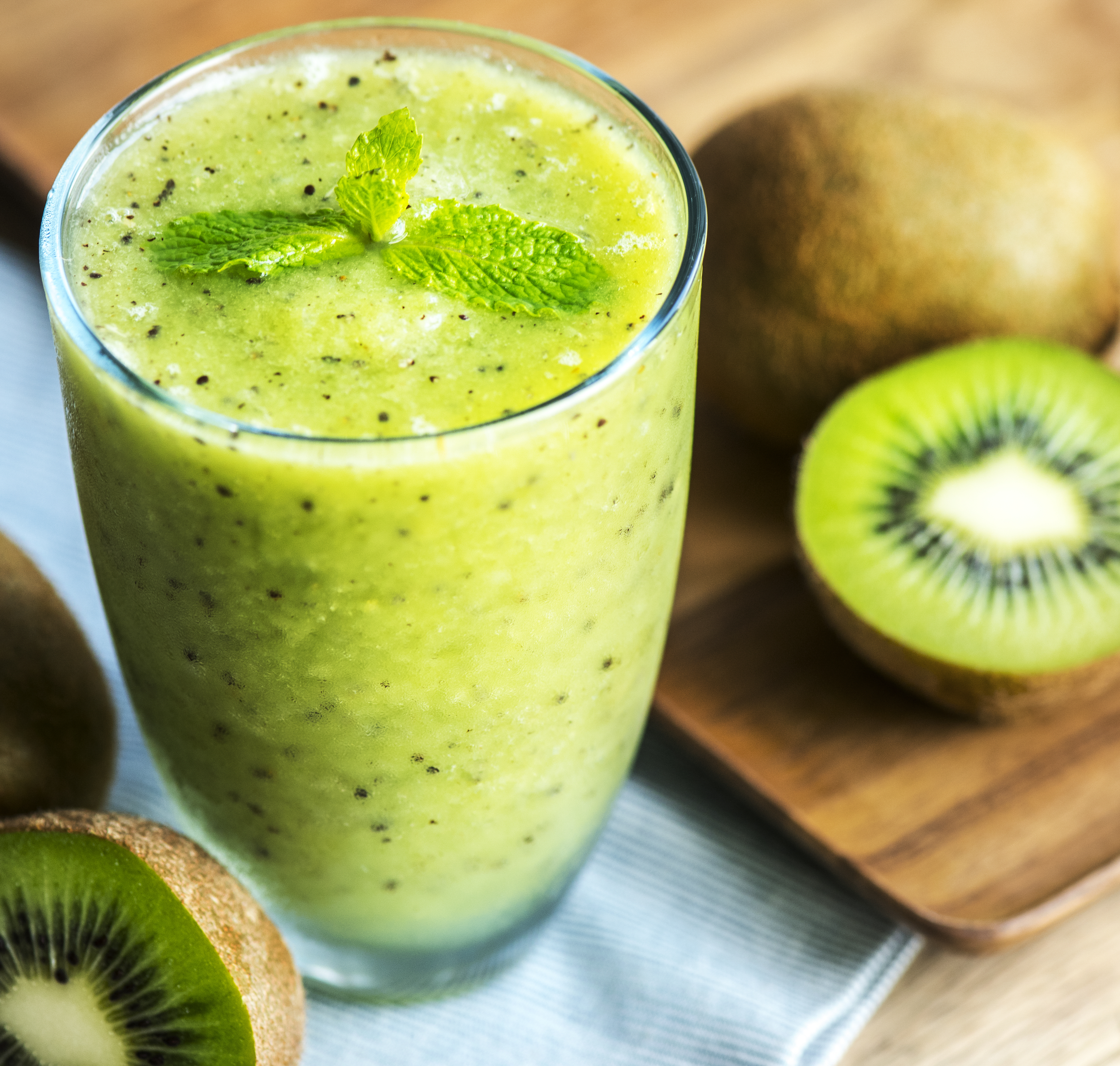
Kiwi-Smoothie

Smoothies (vom englisch smooth, „glatt“, „geschmeidig“, „weich“) ist eine aus dem Amerikanischen stammende Bezeichnung für kalte Mixgetränke aus Obst und optional Milchprodukten, die frisch zubereitet oder gekühlt als Fertigprodukte verkauft werden.
Im Gegensatz zu Fruchtsäften wird bei Smoothies die ganze Frucht, teilweise auch die Schale verarbeitet. Basis der Smoothies ist somit das Fruchtmark oder Fruchtpüree, das je nach Rezept mit Säften, Wasser, Milch, Milchprodukten oder Kokosmilch gemischt wird, um eine cremige und sämige Konsistenz zu erhalten.
Smoothies gibt es in verschiedenen Variationen. Manche Smoothies bestehen nur aus Frucht, also aus Fruchtfleisch und Direktsäften. Die Banane ist dabei häufig eine Grundzutat. 
Die sogenannten „grünen Smoothies“ bestehen aus Wasser, Blattgemüse oder Garten- oder Wildkräutern und reifen Früchten. Es gibt zudem Smoothies mit Joghurt, Milch, Eiscreme, Kokosmilch oder auch Nahrungsmittelergänzungen wie Proteinen, Mineralstoffen oder zusätzlichen Vitaminen, die besonders in den Vereinigten Staaten beliebt sind.

## Begriffsverwendung
Das Wort Smoothie erschien erstmals 1904 in einem US-amerikanischen Wörterbuch, jedoch mit einer völlig anderen Bedeutung. Damals wurde so eine Person bezeichnet, die entweder sehr redegewandt war oder besonders gute Manieren hatte. Einige Zeit später wurde der Begriff von Herstellern als Name für ganz unterschiedliche Produkte verschiedener Branchen verwendet. Als Name für ein Ganzfruchtgetränk wurde der Begriff in den 1980er Jahren populär.

## Geschichte
Ursprünglich wurden Smoothies in Saftbars in den Vereinigten Staaten angeboten, die es dort seit den 1920er Jahren gab. Die erste Saftbar-Kette wurde 1929 von Julius Freed unter dem Namen „Orange Julius“ gegründet; sie bestand aus etwa hundert Bars. Freed hatte schon 1926 eine solche Bar in Los Angeles eröffnet und ein Orangensaftmixgetränk kreiert, das aus frisch gepresstem Saft, Wasser, Eiklar, Vanilleextrakt, Zucker und Eis bestand und eine cremige Konsistenz hatte. In den 1960er Jahren wurde frisch gepresster Fruchtsaft zu einem Trendgetränk bei Anhängern gesundheitsbewusster Ernährung, vor allem bei Vegetariern. Damals nahmen sogenannte „Health-Food-Restaurants“ Smoothies aus Fruchtsaft, Fruchtpüree und Eis in ihr Angebot auf. Vorreiter fanden sich besonders in Kalifornien.
Stephen Kuhnau gilt als Pionier der Smoothie-Vermarktung. 1973 eröffnete er einen „Health-Food-Shop“ in New Orleans und begann, Energydrinks und Nahrungsergänzungsmittel zu verkaufen. Kuhnau litt nach eigener Aussage an Nahrungsmittelallergien und Diabetes mellitus. Er begann, frische Früchte und verschiedene Lebensmittelzusatzstoffe zu mischen, um seine Symptome zu lindern. 1987 gründete er zusammen mit seiner Frau Cindy das Franchising-Unternehmen Smoothie King. 1990 folgte die Jamba Juice Company in Kalifornien. Anfangs bekam man Smoothies nur in Saftbars, wo sie frisch zubereitet wurden. Mittlerweile gibt es sie in vielen Ländern auch als Fertigprodukt in Gastronomie und Handel.

## Lebensmittelrechtlicher Aspekt
Weder in Deutschland noch in Österreich oder in den Vereinigten Staaten gibt es eine lebensmittelrechtliche Definition, welche Getränke als Smoothie bezeichnet werden dürfen und welche nicht. Grundsätzlich dürfen alle Zutaten verwendet werden, die lebensmittelrechtlich zulässig sind. Der Verbraucher darf jedoch nicht getäuscht werden. Früchte, die auf dem Etikett eines Smoothies (auf der Vorderseite) in Wort oder Bild erscheinen, müssen einen „überwiegenden“ Teil des Produktes ausmachen.